# Sub Culture
Sub Culture ist ein unter Wasser spielendes Computerspiel, das von Criterion Games entwickelt und 1997 von Ubi Soft veröffentlicht wurde. Das 2000 erschienene Deep Fighter desselben Studios kann als inoffizieller Nachfolger gelten.

## Spielmechanik
Mechanisch erinnert das Spiel an Elite. Der Spieler lenkt (wahlweise in First- oder Third-Person-View) ein Unterwasserboot durch eine Open World, sammelt Güter auf und treibt Handel zwischen verschiedenen Basen.
In der Eröffnungssequenz des Spiels zertrümmert eine von einem Boot weggeworfene Suppendose die Heimat einer Rasse winziger U-Boot-Humanoiden. Der Spieler übernimmt die Rolle des Überlebenden dieser Katastrophe, eines freiberuflichen U-Boot-Kapitäns, der sich in einer von Halsabschneidern geprägten Unterwasserwelt durch Kauf, Verkauf, Handel und Piraterie an die Spitze bringen muss. Die Bohines, eine Nation im Spiel, befinden sich im Krieg mit den Prochas, einer anderen Nation.
Um zu überleben und zu gedeihen, kann die Spielfigur verschiedene Bergbau- oder Bergungsarbeiten durchführen und dabei riesige Flaschendeckel, Zigarettenstummel, Kristalle und Perlen bergen, die allesamt wertvolle Waren sind, die in Städten verkauft werden können. Allerdings lauern sowohl mutierte Fische als auch Piraten-U-Boote auf der Lauer. Sobald der Spieler genug Geld angesammelt hat, kann er eine Art "Börse" nutzen, auf der verschiedene Waren gekauft und an anderen Orten oder zu anderen Zeiten zu höheren Preisen weiterverkauft werden können.
Der Spieler kann auch verschiedene Missionen für eine der beiden kriegführenden Nationen übernehmen. Diese Missionen werden zunehmend schwieriger und reichen vom Abwurf von Wasserbomben in die Lüftungsschächte einer unterirdischen Basis bis hin zum Angriff auf nuklearbetriebene, torpedobewehrte Panzer. Schließlich einigen sich die beiden Nationen, um ihren gemeinsamen Feind, die Piraten, zu treffen und zu besiegen. Die letzte Mission besteht aus einem Großangriff beider Nationen auf die verborgene Stadt der Piraten, bei dem sich der Spieler einen Weg durch schwer bewachte Tunnel schießt, um eine Bombe neben der Stadt zu legen.

## Spielwelt und Geschichte
In der einleitenden Videosequenz zertrümmert eine Dose die Unterkunft des Protagonisten, der wie alle Einwohner der Spielwelt humanoid, aber sehr klein ist.
Die Welt von Sub Culture wird von vier Fraktionen dominiert: Den Bohine, den Procha, der Bruderschaft der Raffinerie und den Piraten.

## Rezeption
Next Generation bewertete es mit vier von fünf Sternen und stellte fest: „Alles in allem erschafft Sub Culture eine fesselnde Welt, und wenn Sie der Gedanke an Unterwasserforschung und -abenteuer anspricht, ist dieses Spiel wahrscheinlich das beste seiner Art.“ Sub Culture wurde 1997 von GameSpot für den Preis als das originellste Spiel nominiert, der schließlich an Dungeon Keeper ging.
Sub Culture war ein kommerzieller Misserfolg. In den Vereinigten Staaten wurden bis April 1999 insgesamt 11.083 Einheiten verkauft. Tammy Schachter von Ubisoft analysierte die Leistung des Spiels und schrieb: „Das 3D war wunderschön, das Gameplay war erstklassig, und das gesamte Marketing war an Ort und Stelle... vielleicht handelt es sich also um ein Nischenspiel-Genre, das nur ein kleines Segment der Hardcore-Gaming-Community ansprach.“
Zu einer ähnlichen Wertung kamen auch andere Magazine.